# Francké vévodství
Vévodství Franky neboli Vévodství Franky (německy Herzogtum Franken) byl feudální historický útvar, vzniklý v průběhu druhé poloviny 9. století na území Východofranské říše a fakticky zaniklý roku 939. Patřil mezí pětici důležitých východofranských kmenových vévodství, na jejichž základě vzniklo Německé království.

## Geografie
Franské vévodství vzniklo v centrální části Východofranské říše v povodí řeky Mohan, Regnitz a středního Rýna. Jeho územní rozsah zahrnoval dnešní regiony Horní Franky (bez Nordgau), Dolní Franky a Střední Franky ve spolkové zemi Bavorsko, dále Hesensko, část jižního Durynska a severovýchodu Bádenska-Württemberska, dále levobřežní oblasti Rýna s městy Mohuč, Špýr, Ingelheim a Worms na území dnešní spolkové země Porýní-Falc. Dalšími důležitými centry byla města Würzburk, Bamberk a Forchheim.

## Historie

### Období Franské říše

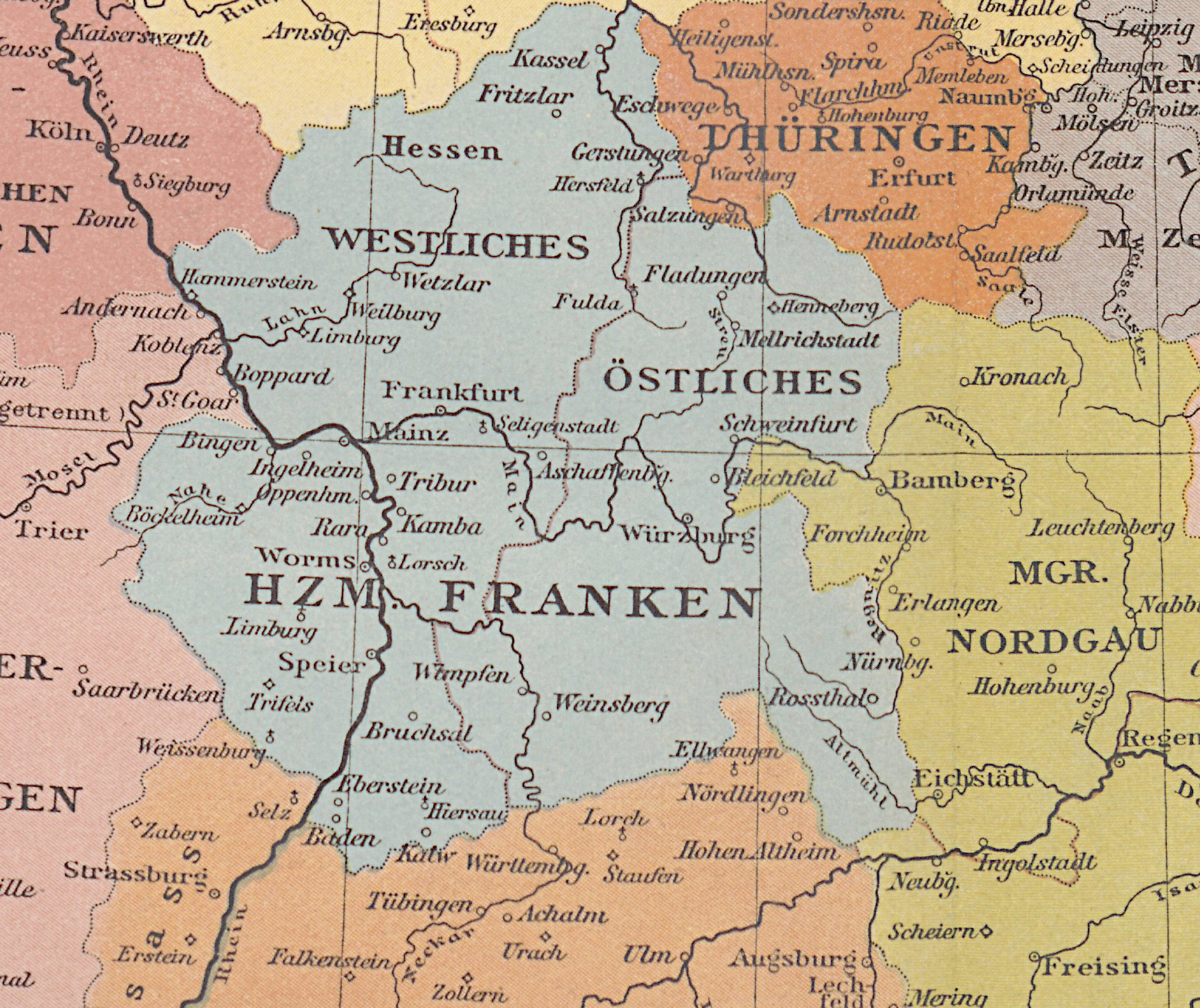
Franské vévodství koncem 9. století

Na území budoucího vévodství Franky se v období Římské říše usazovali Keltové, kteří byli vytlačeni germánskými
kmeny Markomanů, Durynků a Chattů, od východu obsazovali toto území Slované. Ovšem na přelomu 5. a 6. století se oblast dostala do vlivu Franské říše. Západní část budoucího vévodství franckého zůstalo v držení Chattů (Hesů), kteří se integrovali mezi Franky, společně se pak se svobodnými Franky usazovali v oblasti dnešní Franconie, která tak v průběhu 11. a 12. století získala svůj název.
Frankonie patřila k nejvýchodnějšímu území Austrasie. Ta zahrnovala oblast od řeky Vezery na východě, podél pravého břehu řeky Regnitz až po soutok s Rýnem a odtud až k hranicím Burgundska a Neustrie. Austrasii Frankové vnímali jako svoji „starou vlast“ a její obyvatelstvo bylo méně dotčeno římskou kulturou, s výjimkou území nacházející se na levém břehu Rýna.
Počátky zárodku vévodství lze datovat nejprve od pozdního karolínského období, kdy po rozdělení Franské říše Verdunskou smlouvou roku 843 docházelo k vyčlenění kmenových vévodství v rámci Východofranské říše. Zde získávali značný vliv místní vládci, byť formální vladaři pocházeli z karolínské dynastie, kteří však k území postrádali pevnou vazbu a jejich podíl na moci a ovládaném území závisel na titulárním panovníkovi Východofranské říše. To se začalo projevovat již za panování Ludvíka II. Němce (kolem 805–876), který mezi jinými lény udělil Franky svému synovi Ludvíku III. Mladšímu (835 – 20. leden 882).

### Konrádovci versus Babenberkové
Za posledních Karlovců Arnulfa Korutanského a jeho syna Ludvíka IV. Dítěte se oblast Frank dostala pod vliv dvou konkurenčních rodů. Konrádovci ovládali západní část Frank, Hesensko a Porýní, tzv. starší Babenberkové – Popponi zase východní část Frank.
První známí Konrádovci se sice dostali v nemilost u Ludvíka Němce a museli hledat azyl v Lotharingii, avšak jejich potomci už dosáhli značné moci výše zmiňované. Poppo starší vybudoval své mocenské sídlo v okolí Bamberku a jeho vnuk Poppo mladší byl mezi léty 880 až 892 vládcem Srbské (Durynské) marky. Musel svůj post opustit v důsledku intrik Konrádovů, což ještě více prohloubilo vzájemnou nenávist, která vyústila roku 897 v otevřenou válku. Roku 902 byli Poppovi synovci poraženi, jeden padl v bitvě, druhý byl popraven. Unikl pouze nejstarší Adalbert, který ve sporu pokračoval dál. Roku 906 přepadl ze zálohy Konrádovce u Fritzlar a v bitvě padl Konrád Starší. Adalbert si za tento čin vysloužil odsouzení co by zemský škůdce a rušitel míru. S přispěním mohučského arcibiskupa Hatta I., který byl zároveň regentem nedospělého Ludvíka IV. Dítěte, byl dne 9. září 906 popraven. Moc Babenberků se tak ve Francích definitivně padla ve prospěch Konrádovců.

### Vévodství 906 až 939
Konrádovci mohli těžit i z toho, že Konrád Starší měl za manželku dceru Arnulfa Korutanského Glismut, byť zplozenou mimo manželské lože. Konrád Mladší byl tak synovcem krále Ludvíka IV. Dítěte a vnukem Arnufa Korutanského. I to mu dopomohlo k tomu, že roku 906 oficiálně obdržel titul franckého vévody.
Na podzim roku 911 teprve osmnáctiletý král Ludvík IV. Dítě zemřel a na sněmu ve Forchheimu si zástupci kmenových vévodství Saska, Bavorska, Švábska (Alemanska) a Frank zvolili za nového krále právě Konráda I. Mladšího. Lotrinští se v čele s vévodou Reginarem rozhodli vzdát hold Západofranské říši v čele s Karlovcem Karlem III. Prosťáčkem. Konrád I. vzápětí udělil roku 912 titul franckého vévody svému bratrovi Eberhardovi, do té doby hraběte hesenského.
Konrád I. si během své krátké vlády (911–918) dokázal proti sobě popudit významné předáky ve všech zbývajících třech vévodstvích. Stávalo se to především proto, že nerespektoval zvyková dědičná práva (nikoliv však dle tehdejšího feudálního práva) a výběrem pretendentů ze širšího okruhu příbuzných na uvolněný post tak dosazoval své oblíbence nebo si tak vytvářel okruh šlechty, která mu tak byla zavázána. Jeho životní pouť skončila na tažení proti Bavorskému vévodství roku 918.
Eberhard sice dopomohl svým hlasem k volbě Jindřichu I. Ptáčníkovi na místo německého krále, ale vůči jeho synu Otovi I. již tak vstřícný nebyl a spolčil se z jeho nevlastním bratrem Thankmarem, Gisibertem Lotrýnským, vlastním bratrem Oty Jindřichem a další šlechtou proti svému králi. Následná vzpoura skončila bitvou u Andernachu ze dne 2. října 939. Král Ota zde nečekaně zaskočil odpočívající rivaly a porazil je. Eberhard ztratil život a Oto I. vévodství francké pevně přičlenil ke královským statkům s přímou správou.

### Sálská a Štaufská dynastie

Franské vévodství v rámci Svaté říše římské

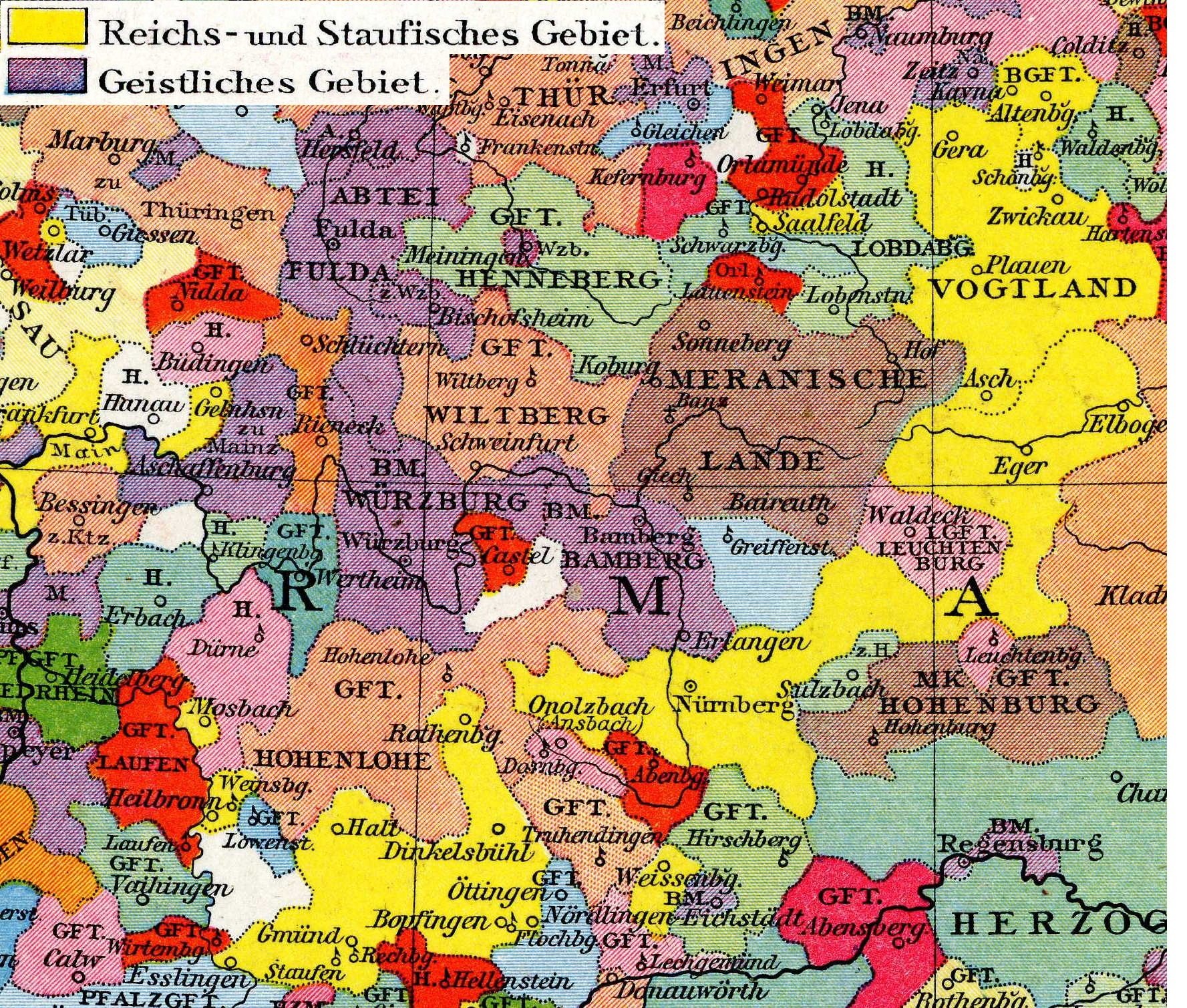
Franky v druhé polovině 13. století

Když roku 1024 zemřel poslední panovník z rodu Otonů Jindřich II. Pobožný, šlechta si za jeho nástupce zvolila Konráda II. z mocné Sálské dynastie, který byl pravnukem císaře Oty I. skrze jeho dceru Luitgardu a svého pradědečka Konráda Rudého, mocného šlechtice z Wormsu a vévody lotrinského
I za období sálské dynastie byly Franky pevně spojeny s královskou korunou, avšak již za jejich nástupců – Štaufů se začala hegemonie Frank drolit. Tento titul po dlouhém čase obdržel roku 1116 Konrád Štaufský, příští římsko-německý král Konrád III., jeho synovec a nástupce Fridrich I. Barbarossa udělil roku 1168 titul franckého vévody würzburskému biskupovi, ovšem jednalo se o titul pouze formální. Jelikož však hlavní těžiště štaufských statků leželo ve Švábsku, docházelo na franckém území k udělování lén nezávislých na titulárním franckém vévodství. To se projevilo především v druhé polovině 13. století po pádu štaufské moci a posílení pozic místních vládců na úkor slabých německých panovníků.
Vévodství Franků se po svém zániku roku 939 dělilo na dva správní celky. Východněji umístěné území tvořila tzv. Francia orientalis (Franky východní – nezaměňovat s latinským názvem pro Východofranskou říši) a Francia Rhenensis (Rýnské Franky) nebo také Západní Franky (Francia Occidentalis). Francia orientalis se tak stala západní částí moderní Frankonie, zatímco Západní Franky se rozdělili mezi Hesensko, Bádensko-Württembersko a Porýní-Falc.

### Novověk
Na počátku 16. století vznikl v oblasti Frank, tzv. Francký kraj (stejně jako další kraje v důsledku reforem císaře Maxmiliána I., avšak titul franckého vévody znamenal prestižní záležitost. Mezi léty 1633 až 1634 v období Třicetileté války si jej přivlastnil Bernhard ze Saska-Výmaru, avšak porážka jeho švédských chlebodárců znamenala ztrátu titulu i získaných statků.
V roce 1814 znamenal konec i dosud autonomního Franckého kraje, který byl téměř beze zbytku připojen k Bavorskému království, kde roku 1837 vznikly dnešní moderní administrativní území – Horní, Dolní a Střední Franky.

## Vladaři
- Konrádovci:
  - (906) Konrád Starší (neoficiálně ?)
  - (906–911) Konrád I. Mladší (syn předešlého), 911–918 německý král
  - (912–939) Eberhard (bratr předešlého)

V období otonské a sálské dynastie 939 až 1116 vévodství pod přímou správou panovníka
- Štaufové
  - 1079–1105 Fridrich I. Švábský
  - 1105/1116–1138 Konrád, syn Fridricha I. Švábského a budoucí německý král Konrád III.
  - 1152–1167 Fridrich z Rothenburgu, syn předešlého.

- - -
- 1168 titul udělen biskupovi z Würzburku
- 1633–1634 uzurpace titulu Bernardem Sasko-Výmarským z ernestinské větve Wettinů